# Michael Doeberl
Michael Doeberl (né le 15 janvier 1861 à Waldsassen et mort le 24 mars 1928 à Partenkirchen) est un historien et diplomate allemand. De 1917 à 1928, il occupe la chaire d'histoire régionale bavaroise à l'Université Louis-et-Maximilien de Munich.

## Biographie
Michael Doeberl est le fils d'un commerçant. De 1872 à 1880, il étudie au lycée de l'abbaye bénédictine de Metten, où il réussit l'examen de fin d'études secondaires. De 1880 à 1884, il étudie l'histoire et la philologie classique à Munich, où il rejoint le Corps Germania (de). Les professeurs influents sont Karl Theodor von Heigel (de) et Hermann von Grauert (de). Doeberl termine ses études en 1884 avec l'examen d'État. En 1887, l'examen spécial d'histoire suit. À partir de 1885, Doeberl enseigne dans des lycées bavarois, d'abord à l'Institut royal d'études de Passau (de), à partir de 1887 à Munich, d'abord au lycée Luitpold (de) et plus tard au lycée Louis (de). En 1899, il devient professeur de lycée au Corps des cadets (de) de Munich, où sont formés les officiers subalternes de l'armée bavaroise. Le 1er janvier 1909, Doeberl est nommé au département ministériel des collèges humanistes et réalistes du ministère bavarois de l'Éducation et des Affaires scolaires (de). En 1914, il est promu Ministerialrat. En 1887, il se marie avec Flora Rebay von Ehrenwiesen, avec qui il a un fils, et en 1891 Marie Jungwirth, avec qui il a une fille. Michael Doeberl décède à l'âge de 67 ans.

### Carrière universitaire
Parallèlement à son activité d'enseignant, Doeberl poursuit une carrière scientifique. En 1887, il obtient le titre de docteur en philosophie à l'université Frédéric-Alexandre d'Erlangen En 1894, il s'habilite à Munich. Peu de temps après, il est nommé professeur agrégé. Après avoir terminé son habilitation, Doeberl se tourne pour la première fois vers l'histoire moderne et publie en 1900 l'ouvrage Bayern und Frankreich vornehmlich unter Kurfürst Ferdinand Maria, qu'il suit en 1903 d'un volume de sources. Ce travail vaut à Doeberl une grande reconnaissance dans les cercles professionnels, de sorte qu'au cours de l'hiver 1903/04, le ministre bavarois de l'Éducation, Anton von Wehner (de), lui commande la rédaction d'un manuel sur l'histoire bavaroise. Doeberl accède à la demande et peut présenter les deux premiers volumes de son Entwicklungsgeschichte Bayerns en 1906 et 1912, qui s'étend jusqu'en 1825. Pour la suite des travaux, Doeberl doit entreprendre de vastes études d'archives, car il n'existe pratiquement aucun travail préparatoire pour l'histoire bavaroise du XIXe siècle.
Dès 1898, Doeberl figure parmi les candidats à la première nomination à la chaire nouvellement créée d'histoire bavaroise à Munich. À cette époque, cependant, c'est Sigmund von Riezler (de), plus âgé et scientifiquement plus distingué, qui s'impose. Doeberl continue à travailler comme professeur de lycée, enseigne comme chargé de cours et est nommé professeur honoraire en 1904. Lorsque Riezler, âgé de 74 ans, demande sa libération de ses fonctions en juillet 1917, Doeberl figure à nouveau parmi les candidats successeurs, cette fois en tant que favori incontesté. Le comité des nominations discute des noms de Georg Leidinger (de), Theodor Bitterauf, Karl Alexander von Müller (de) et Doeberl. Müller et Doeberl deviennent rapidement de véritables concurrents. Riezler veut imposer son élève, Müller, qui vient tout juste d'obtenir son habilitation et qui ne se distingue guère sur le plan scientifique, tandis que Hermann von Grauert s'engage particulièrement en faveur de Doeberl. La commission d'appel propose les deux candidats à égalité. La décision est finalement prise par le ministre de l'Éducation Eugen von Knilling, qui nomme Doeberl le 1er décembre 1917 pour succéder à Riezler. Il occupe la chaire d'histoire régionale bavaroise jusqu'à sa mort

### Histoire de la Bavière
Les années de Doeberl à la chaire de Munich sont déterminées par ses recherches sur l'histoire de la Bavière au XIXe siècle. L'objectif est d'élaborer le troisième et dernier volume de son Entwicklungsgeschichte Bayerns, qui connaît un grand succès et dont le premier volume est publié en 1916 et le deuxième en 1926 dans sa troisième édition. Les recherches de Doeberl intégrées dans ses deux conférences, Die Geschichte des modernen Staates in Bayern und seine kulturellen Bestrebungen seit dem Anfang des 19. Jahrhunderts und Bayern und Deutschland im 19. Jahrhundert. Parallèlement, il publie une série d'études individuelles sur l'histoire du XIXe siècle, dont les plus importantes portaient sur la politique de la Bavière à l'époque du Parlement de Francfort, de la proclamation de l'Empire allemand (de) et de l'Union d'Erfurt. Une autre monographie intitulée Bayern und der Entscheidungskampf um die Vorherrschaft in Deutschland est achevée en manuscrit par Doeberl. Cependant, il ne peut pas terminer le troisième volume de l'Entwicklungsgeschichte . À la demande de Doeberl, il est édité par son élève Max Spindler (de) à partir des conférences mentionnées, de petites études individuelles et de l'ouvrage inédit Bayern und der Entscheidungskampf um die Vorherrschaft in Deutschland et peut paraître en 1931.

### Reconnaissance
La réputation de Doeberl se mesure à sa présence en tant que conférencier lors de manifestations académiques et nationales. Ainsi, en mars 1917, il prend la parole lors de la cérémonie de l'Académie bavaroise des sciences sur la Bayern und Deutschland im 19. Jahrhundert, en janvier 1923, il prononce le discours de la fondation de l'Empire allemand et en novembre 1926, il fait un discours solennel à l'occasion du 100e anniversaire du transfert de l'université bavaroise de Landshut à Munich. Lorsque le centenaire de la Constitution bavaroise (de) en mai 1918 approche, Doeberl est chargé par le ministre de l'Intérieur (de), Friedrich von Brettreich (de), d'écrire la publication commémorative. Doeberl accède à la demande et remet son étude Ein Jahrhundert bayerischen Verfassungslebens dans les délais. Dans cet ouvrage, le monarchiste convaincu Doeberl adopte une position prudemment favorable aux débats constitutionnels contemporains sur la parlementarisation et une réforme de la chambre des conseils impériaux (de). Sa conclusion de l'histoire constitutionnelle bavaroise : « L'histoire de la vie constitutionnelle bavaroise est l'histoire d'une démocratisation de l'État en constante progression » lui vaut une plainte du président du Conseil du Reich, Carl Ernst Fürst Fugger von Glött (de).

### Attitude politique
Doeberl rejette la Révolution de novembre et la République soviétique de Munich . La fin des Wittelsbach le choque. Il aurait préféré une évolution constitutionnelle organique vers une monarchie parlementaire. Pourtant, dès 1919, il s'enracine dans les faits : "(...) l'État populaire, démocratie avec ou sans sommet monarchique, est devenu, autant que le calcul humain peut le prévoir, une institution permanente irrévocable (. . . ). Dans une série d'articles dans l'Allgemeine Zeitung en 1919, il classe historiquement le soulèvement révolutionnaire et publie les articles en 1920 sous forme de monographie sous le titre Sozialismus, soziale Revolution, sozialer Volksstaat, comprenant des sources importantes. Doeberl lui-même est proche du BVP après 1919 et, comme eux, rejette les éléments centralisateurs de la Constitution de Weimar. En 1922, un incident lors de la conférence de Doeberl sur l'histoire du XVIe siècle fait sensation, dans lequel il mentionne que les Israélites sont expulsés de Bavière à cette époque. Cette remarque est applaudie par des étudiants antisémites, sur quoi Doeberl déclare : « Messieurs, je dois avouer que chaque confession ne signifie rien pour moi, tant que ses représentants sont des gens honnêtes et montrent des sentiments allemands. Cette déclaration lui vaut l'amorçage du Völkischer Beobachter.

### Académie bavaroise des sciences
En 1903, Doeberl est nommé membre extraordinaire de l'Académie bavaroise des sciences et en 1915, il est nommé membre à part entière. En 1917, il est président de la Monumenta Boica (de). En outre, il est membre à part entière de la Commission historique de l'Académie bavaroise des sciences à partir de 1916 et, de 1926 jusqu'à sa mort, il est secrétaire de la classe historique de l'Académie. Même avant la Première Guerre mondiale, Doeberl, avec Pius Dirr (de), fait campagne pour la création d'une commission spécifiquement responsable de l'histoire de l'État bavarois (de). devient son premier président. Le Zeitschrift für bayerische Landesgeschichte (de) est créé en tant qu'organe de publication de la commission, dont le premier numéro a paru en 1928, l'année de la mort de Doeberl.

## Honneurs
- Conseiller privé du royaume de Bavière
- Citoyen d'honneur de Waldsassen
- Membre de l'Académie bavaroise des sciences

## Prix et Fondation
Chaque année, la Société des historiens d'État de Munich décerne le prix Michael-Doeberl à des thèses exceptionnelles rédigées à l'Institut d'histoire bavaroise (de).
La Fondation Michael-Doeberl soutient des projets de recherche, des étudiants et de jeunes scientifiques sur le thème de l'histoire bavaroise ainsi que la présentation publique des résultats de la recherche. Il est étroitement lié à la chaire et à l'institut d'histoire bavaroise du LMU Munich.

## Publications

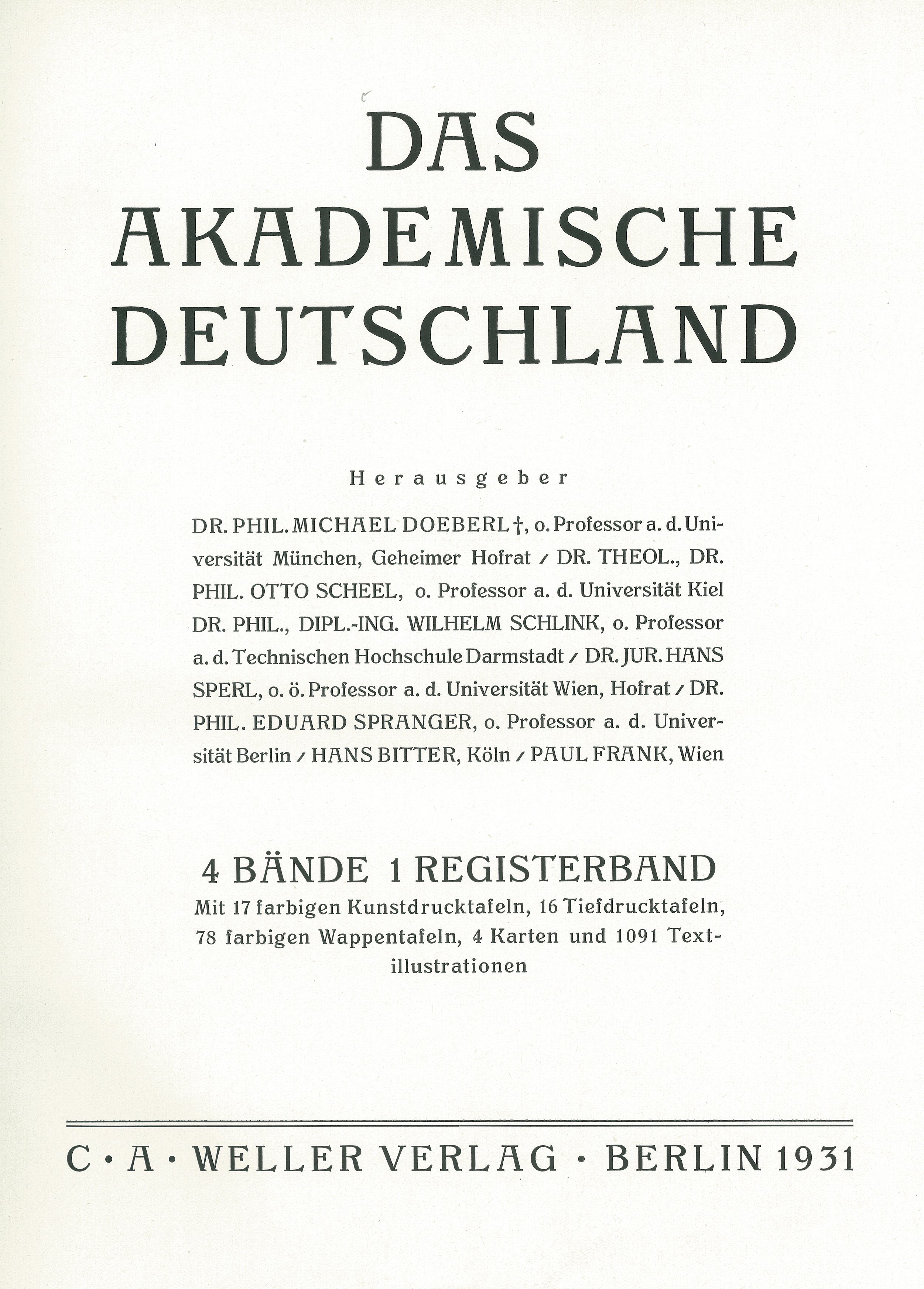
Das Akademische Deutschland, Bd. 4

- Reichsunmittelbarkeit und Schutzverhältnisse der ehemaligen Cisterzienserabtei Waldsassen in den drei ersten Jahrhunderten ihres Bestehens. Bucher, Passau 1886.
- Regesten und Urkunden zur Geschichte der Dipoldinger Markgrafen auf dem Nordgau. Buchdruckerei J. Gotteswinter, München 1893.
- Berthold von Vohburg - Hohenburg, der letzte Vorkämpfer der Deutschen Herrschaft im Königreiche Sicilien: Ein Beitrag zur Geschichte der letzten Staufer. Mohr, Leipzig 1894 (eingeschränkte Vorschau in der Google-Buchsuche).
- Die Markgrafschaft und die Markgrafen auf dem bayerischen Nordgau. Buchner, Bamberg 1894.
- Bayern und Frankreich vornehmlich unter Kurfürst Ferdinand Maria. 2 Bde. Haushalter, München 1900 und 1903.
- Entwicklungsgeschichte Bayerns:
  - Bd. 1: Von den ältesten Zeiten bis zum Westfälischen Frieden. Oldenbourg, München 1906 (Digitalisat).
  - Bd. 2: Vom Westfälischen Frieden bis zum Tode König Maximilians I. Oldenbourg, München 1912 (Digitalisat).
  - Bd. 3: Vom Regierungsantritt König Ludwigs I. bis zum Tode König Ludwigs II. mit einem Ausblick auf die innere Entwicklung Bayerns unter dem Prinzregenten Luitpold. Hrsg. von Max Spindler. Oldenbourg, München 1931 (Digitalisat).
- Lehrbuch der Geschichte für die oberen Klassen der Mittelschulen. 3 Bde. Buchner, Bamberg 1909–1910.
- Ein Jahrhundert bayerischen Verfassungslebens. Lindauer, München 1918 (Digitalisat).
- Sozialismus, soziale Revolution, sozialer Volksstaat. Verlag der Allgemeinen Zeitung, München 1920 (Digitalisat).
- Bayern und Deutschland:
  - Bd. 1: Bayern und die Deutsche Frage in der Epoche des Frankfurter Parlaments. Oldenbourg, München 1922 (Digitalisat).
  - Bd. 2: Bayern und die Bismarckische Reichsgründung. Oldenbourg, München 1925 (Digitalisat).
  - Bd. 3: Bayern und das preußische Unionsprojekt. Oldenbourg, München 1926 (Digitalisat).
- mit Otto Scheel (de), Wilhelm Schlink (de), Hans Sperl (de), Eduard Spranger, Hans Bitter und Paul Frank (Hrsg.): Das Akademische Deutschland. 4 Bände, 1 Registerband von Alfred Bienengräber. C. A. Weller Verlag, Berlin 1931.